# 水星-宇宙神6号
水星-宇宙神6号（英語：Mercury-Atlas 6）是美国国家航空航天局进行的水星计划中的一次载人任务，于1962年2月20日在卡纳维拉尔角空军基地发射。航天器被命名为友谊7号（Friendship 7），飞船在地球轨道上绕地球三圈，使宇航员约翰·格伦成为首个进入地球轨道的美国宇航员。

## 外部連結
- 水星-宇宙神6號任務錄音的数字誊本 （页面存档备份，存于）（英文）